# Puccinia festucae-ovinae
Puccinia festucae-ovinae ist eine Ständerpilzart aus der Ordnung der Rostpilze (Pucciniales). Der Pilz ist ein Endoparasit des Schaf-Schwingels (Festuca ovina). Symptome des Befalls durch die Art sind Rostflecken und Pusteln auf den Blattoberflächen der Wirtspflanzen. Sie ist ein Endemit Chinas.

## Merkmale

### Makroskopische Merkmale
Puccinia festucae-ovinae ist mit bloßem Auge nur anhand der auf der Oberfläche des Wirtes hervortretenden Sporenlager zu erkennen. Sie wachsen in Nestern, die als gelbliche bis braune Flecken und Pusteln auf den Blattoberflächen erscheinen.

### Mikroskopische Merkmale
Das Myzel von Puccinia festucae-ovinae wächst wie bei allen Puccinia-Arten interzellulär und bildet Saugfäden, die in das Speichergewebe des Wirtes wachsen. Aecien oder Spermogonien der Art sind nicht bekannt, gleiches gilt für Uredien und Uredosporen des Pilzes. Die beid-, meist aber blattoberseitig wachsenden Telien der Art sind schwarzbraun, bis zu 0,8 mm lang und pulverig. Die kastanienbraunen Teliosporen sind zweizellig, ellipsoid bis breitellipsoid und 28–43 × 12–20 µm groß. Ihre Stiele sind farblos und bis zu 57 µm lang.

## Verbreitung
Das bekannte Verbreitungsgebiet von Puccinia festucae-ovinae umfasst lediglich das chinesische Yunnan.

## Ökologie
Die Wirtspflanze von Puccinia festucae-ovinae ist der Schaf-Schwingel (Festuca ovina). Der Pilz ernährt sich von den im Speichergewebe der Pflanzen vorhandenen Nährstoffen, seine Sporenlager brechen später durch die Blattoberfläche und setzen Sporen frei. Die Art verfügt über einen Entwicklungszyklus, von dem bislang lediglich Telien sowie deren Wirt bekannt sind; Uredien, Spermogonien und Aecien konnten dem Pilz nicht zugeordnet werden.